# Ceraphron siwalikus
Ceraphron siwalikus är en stekelart som beskrevs av Sharma 1983. Ceraphron siwalikus ingår i släktet Ceraphron och familjen pysslingsteklar. Inga underarter finns listade i Catalogue of Life.